# Padogobius bonelli
Il ghiozzo padano (Padogobius bonelli), conosciuto commercialmente come ghiozzo padano, è un pesce d'acqua dolce endemico dell'Italia settentrionale appartenente alla famiglia Gobiidae.

## Distribuzione e habitat
Il ghiozzo padano è diffuso naturalmente nei fiumi dell'Italia settentrionale (e del Canton Ticino in Svizzera), dal bacino del Po all'Isonzo da cui sconfina in territorio sloveno. A sud scende fino alle Marche (bacino del Tronto). Una popolazione autoctona è presente in Istria e nel fiume Zermagna in Croazia.
È presente anche nel Lago di Garda e in altri grandi laghi prealpini. 

È stato introdotto (transfaunazione) con acclimatazione in diversi corsi d'acqua dell'Italia centrale e meridionale tra cui i fiumi Arno, Serchio ed Ombrone in Toscana, il Tevere, l'Amaseno ed il Mignone nel Lazio, il Bradano in Basilicata, ma anche nel Ricica in Croazia.

La specie è abbastanza tollerante in fatto di habitat, le sue principali esigenze riguardano la qualità dell'acqua, che deve essere ossigenata e limpida e la presenza di ciottoli di dimensioni abbastanza grandi, essenziali per la costruzione del nido. In generale abita la Zona dei Ciprinidi a deposizione litofila scegliendo zone con corrente non eccessivamente forte.

## Descrizione
Appare assai simile al ghiozzo di ruscello un tempo considerato congenere ma presenta squame più piccole che sono assenti nella regione della nuca e non presenta canali mucosi sul capo. 

La livrea è brunastra chiara sul dorso con 4/5 fasce a sella marrone scuro e numerose macchie più scure sui fianchi mentre sul ventre è biancastra.
Una macchia scura in genere ben visibile è presente all'attaccatura delle pinne pettorali mentre la prima pinna dorsale presenta una fascia grigio scuro a metà circa (il bordo della pinna è invece chiaro). Durante la riproduzione i maschi assumono un colore scuro, quasi nero. 

Le dimensioni sono piccole, infatti la media è di 6-8 cm e un esemplare di 10 cm è quasi un record.

## Biologia
Ha abitudini essenzialmente notturne e sedentarie, non si sposta molto, in genere, dal suo territorio.
Vive in piccoli banchi che si spostano assieme alla ricerca di cibo.

## Riproduzione
Il periodo riproduttivo va da maggio a tutto luglio, durante questo periodo in maschio diviene territoriale e difende un rifugio ricavato sotto un ciottolo in cui attira la femmina anche grazie all'emissione di suoni.
Le uova vengono deposte sul soffitto del rifugio e vengono poi sorvegliate, difese ed ossigenate (mediante sbattimento delle pinne pettorali) dal maschio. Le larve hanno vita pelagica per alcuni giorni.

## Alimentazione
Si nutre di invertebrati bentonici, soprattutto di larve.

## Conservazione
È danneggiato dall'inquinamento e dall'abbassamento delle falde. 

La sua introduzione in corsi d'acqua dell'Italia centrale costituisce la maggiore minaccia per la sopravvivenza dell'affine ghiozzo etrusco.

## Pesca
Occasionale, con lenze innescate con vermi.